# Географія Південно-Африканської Республіки
Південно-Африканська Республіка — південноафриканська країна, що займає південний край континенту . Загальна площа країни 1 219 090 км² (25-те місце у світі), з яких на суходіл припадає 1 214 470 км², а на поверхню внутрішніх вод — 4 620 км². Площа країни вдвічі більша за площу України. 

## Назва
Офіційна назва — Південно-Африканська Республіка, Південна Африка, ПАР (англ. Republic of South Africa, South Africa, RSA; афр. Suid-Afrika). Назва країни походить від географічного положення на африканському континенті. До 1961 року британський домініон під назвою Південно-Африканський Союз. Мзансі (Mzansi) — популярна назва країни серед місцевого населення, часто використовується у просторіччі. Слово «умзансі» на мові коса означає південь. Азанія (Azania) — назва країни, яку використовують деякі представники білої меншини країни замість Південна Африка.

## Географічне положення

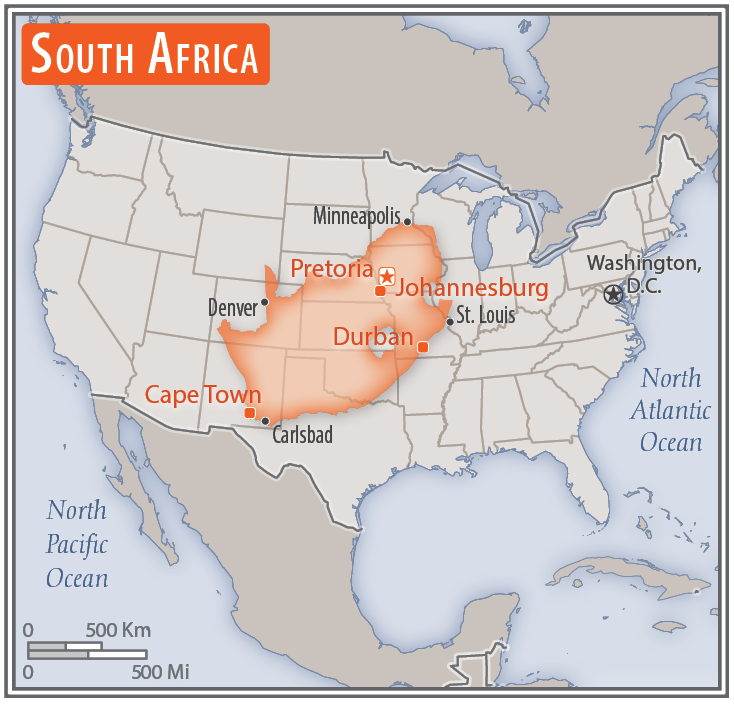
Порівняння розмірів території Південно-Африканської Республіки та США

Південно-Африканська Республіка — південноафриканська країна, що межує з шістьма іншими країнами: на півночі — з Намібією (спільний кордон — 1005 км), Ботсваною (1969 км), Зімбабве (230 км), Мозамбіком (496 км) і Свазілендом (438 км). Територія Лесото є анклавом, з усіх сторін межує з територією(спільний кордон — 1106 км). Загальна довжина державного кордону — 5244 км.Південно-Африканська Республіка на заході омивається водами Атлантичного, на сході — Індійського, на півдні — Південного океанів. Загальна довжина морського узбережжя 2798 км.
Згідно з Конвенцією Організації Об'єднаних Націй з морського права (UNCLOS) 1982 року, протяжність територіальних вод країни встановлено в 12 морських миль (22,2 км). Прилегла зона, що примикає до територіальних вод, в якій держава може здійснювати контроль необхідний для запобігання порушень митних, фіскальних, імміграційних або санітарних законів простягається на 24 морські милі (44,4 км) від узбережжя (стаття 33). Виключна економічна зона встановлена на відстань 200 морських миль (370,4 км) від узбережжя. Континентальний шельф — 200 морських миль (370,4 км) від узбережжя.

### Час
Час у Південно-Африканській Республіці: UTC+2 (той самий час, що й у Києві).

## Геологія

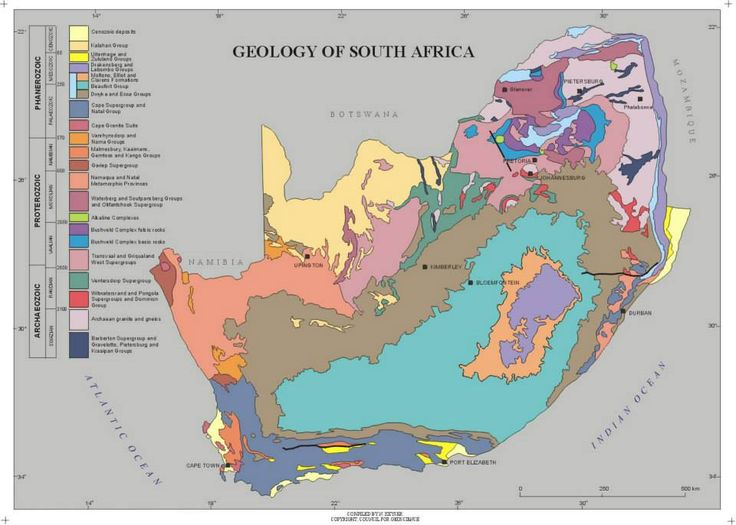
Геологічна карта ПАР
Геологічні формації Свартбергу

### Корисні копалини
Надра Південно-Африканської Республіки багаті на ряд корисних копалин: золото, хром, сурма, кам'яне вугілля, залізну руду, марганець, нікель, фосфати, олово, рідкісноземельні елементи, уранові руди, алмази, платину, мідь, ванадій, кам'яну сіль, природний газ.

## Рельєф
Середні висоти — 1034 м; найнижча точка — рівень вод Атлантичного океану (0 м); найвища точка — гора Нджесуті (англ. Njesuthi; 3408 м). Територія ПАР займає південну околицю Південноафриканського плоскогір'я, крутий схил якого (Великий Уступ) на сході обривається до вузької прибережної низовини, а на півдні — до западини Велике Карру, за якою розташовані Капські гори (вис. 2326 м). Найбільш різко уступ виражений на сході, де він називається Драконовими горами (висота вершин понад 3000 м),

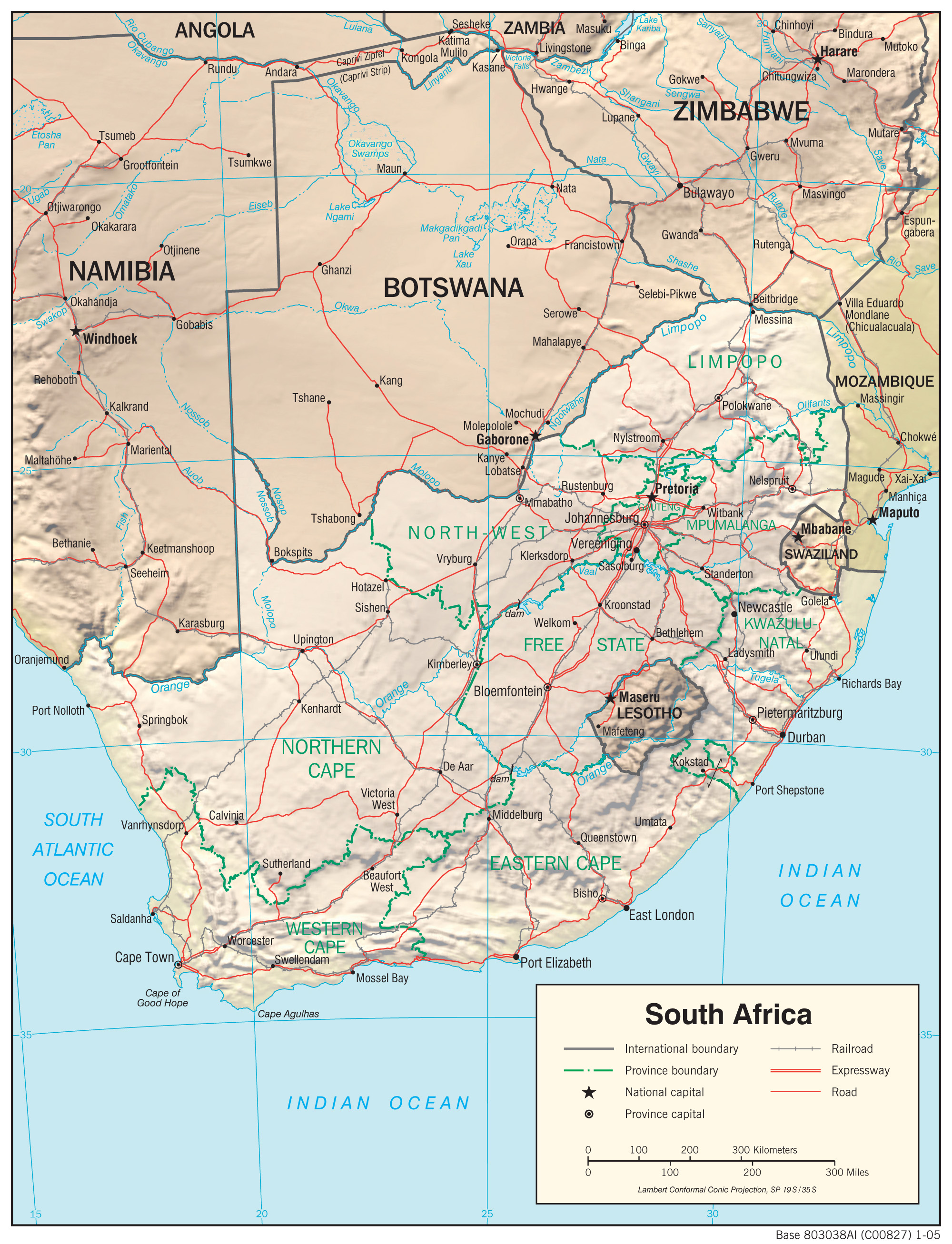
Рельєф Південно-Африканської Республіки
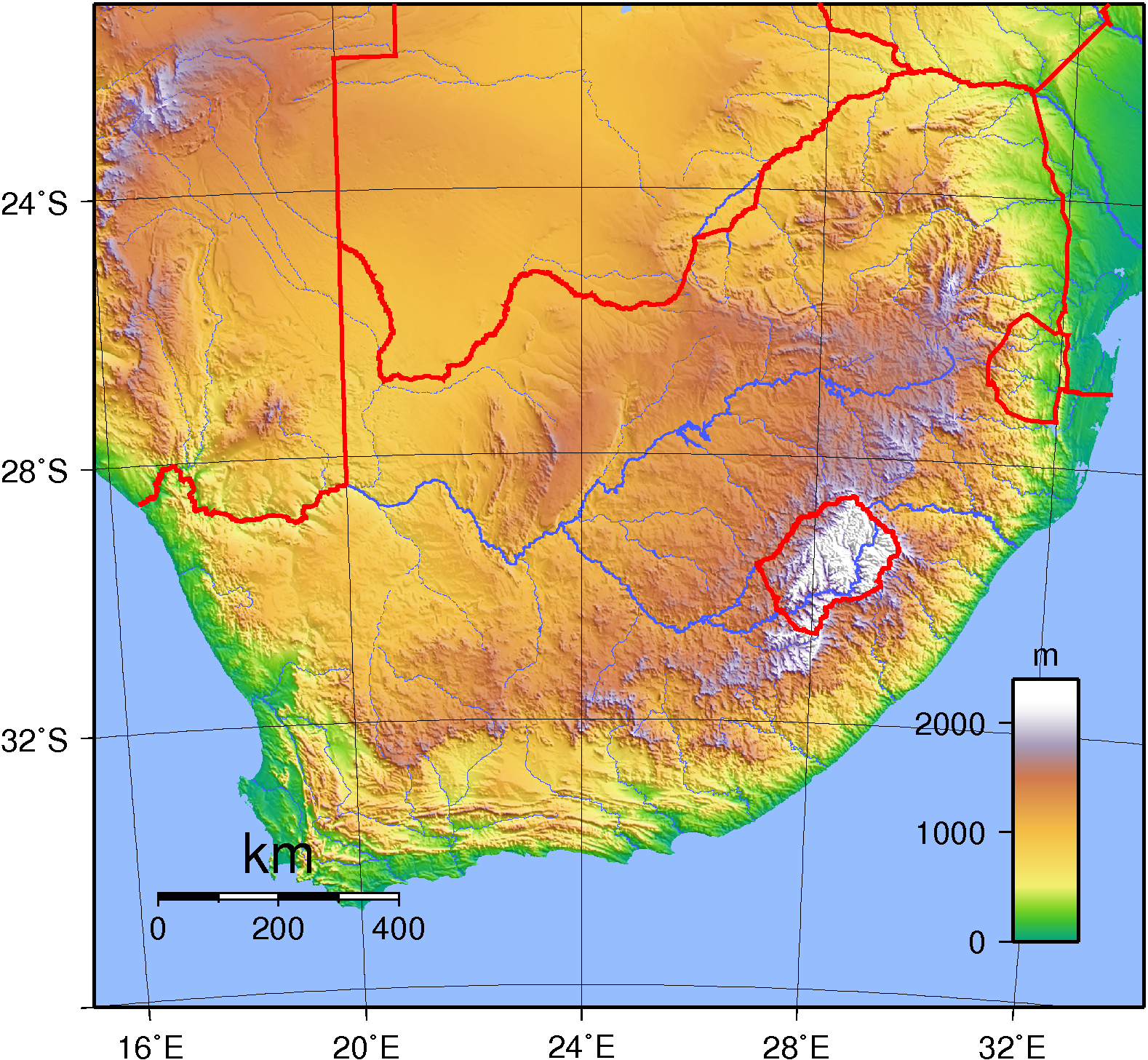
Гіпсометрична карта  Південно-Африканської Республіки
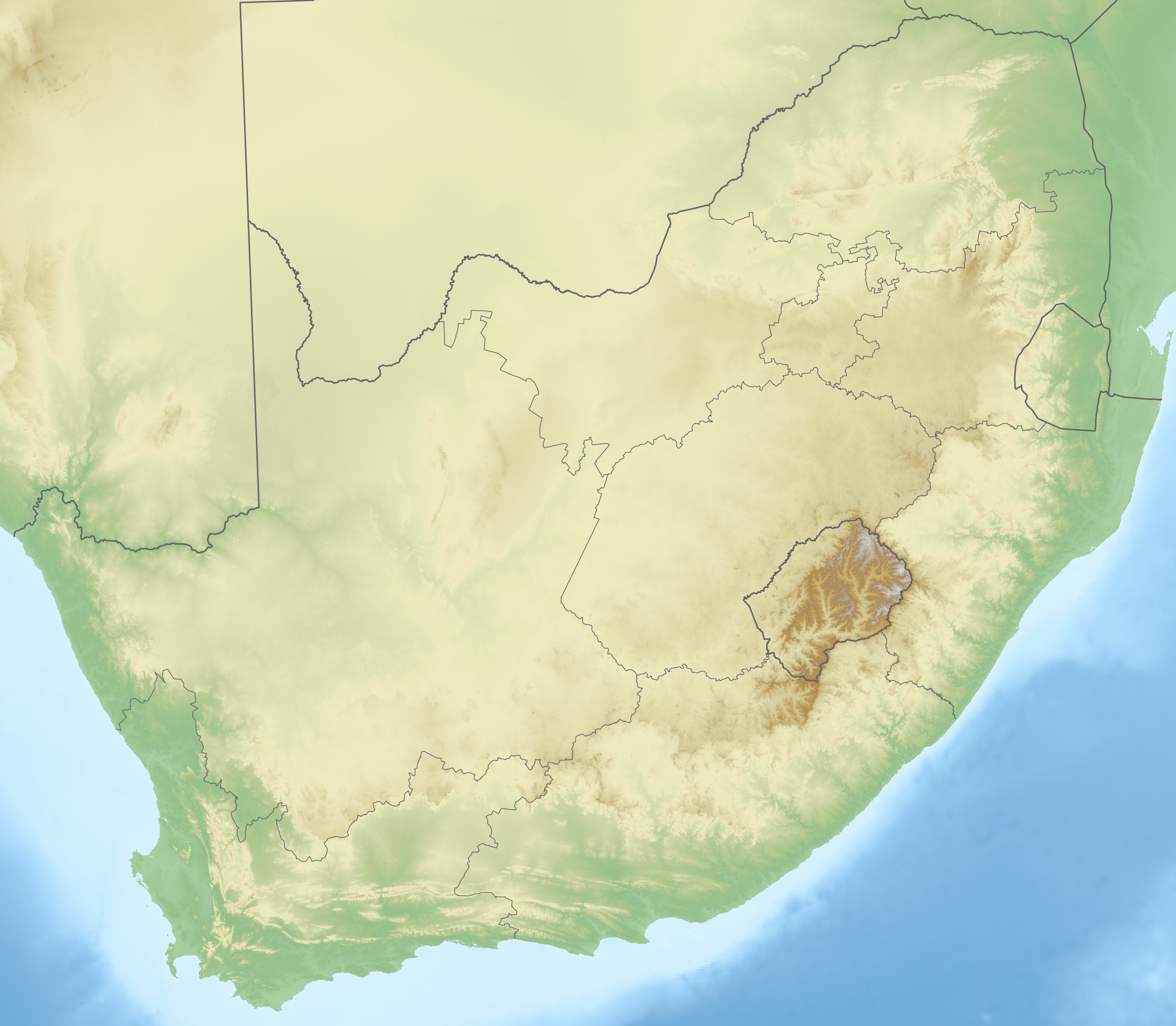
Рельєф Південно-Африканської Республіки
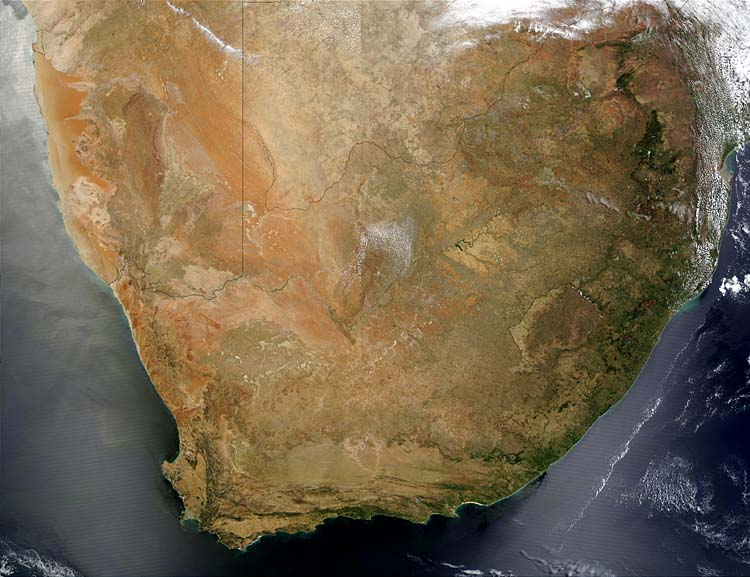
Супутниковий знімок поверхні країни
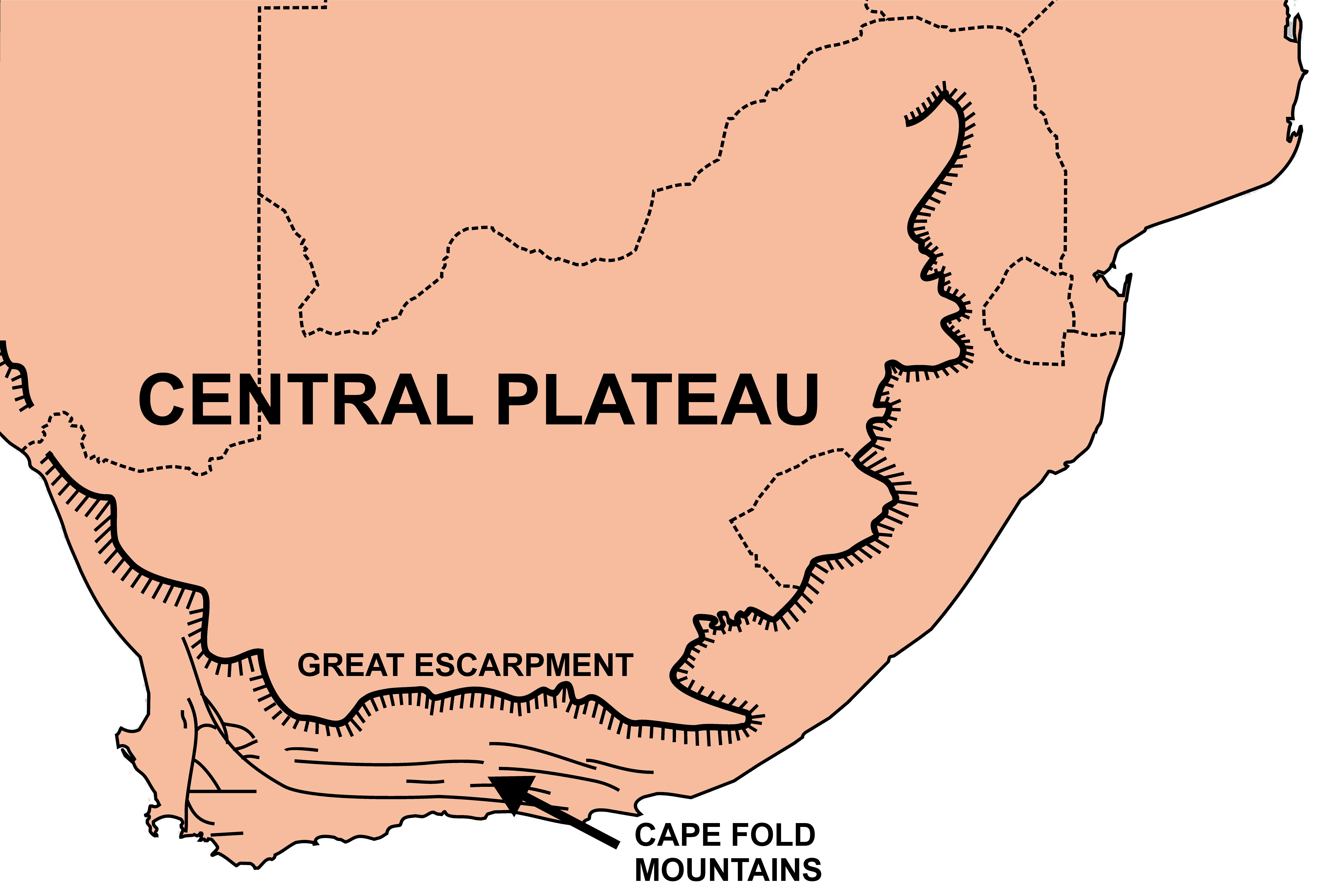
Схема Великого Уступу
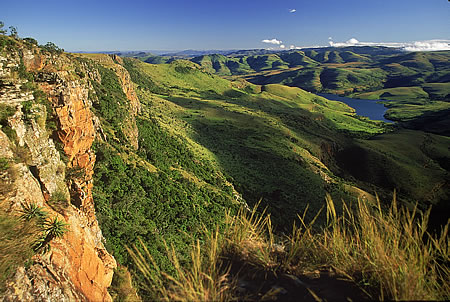
Драконові гори

### Узбережжя
Береги більш-менш вирівняні, переважно гористі, з нечисленними зручними затоками і бухтами. Низинний акумулятивний берег простягнувся лише на північному заході і на сході, північніше бухти Натал. На півдні розташовані бухти Ангоа, Моселбай та ін. На заході гористі ділянки узбережжя чергуються з низинними; великих бухт тут нема.

## Клімат
Територія Південно-Африканської Республіки на північ від річки Оранжева лежить у тропічному кліматичному поясі, на південь — у субтропічному. На півночі увесь рік панують тропічні повітряні маси. Спекотна посушлива погода з великими добовими амплітудами температури, сезонний хід температури повітря чітко відстежується. Переважають східні пасатні вітри. Зволоження нерівномірне, на підвітряних схилах відчуваєтьсязначний дефіцит вологи, у теплий сезон можливі посухи. На півдні влітку переважають тропічні повітряні маси з ясною тихою антициклонічною погодою, взимку — помірні з похмурою дощовою досить вітряною циклонічною. Значні сезонні амплітуди температури повітря і розподілу атмосферних опадів (згладжені на південно-східному узбережжі), у горах можливе випадіння снігу.

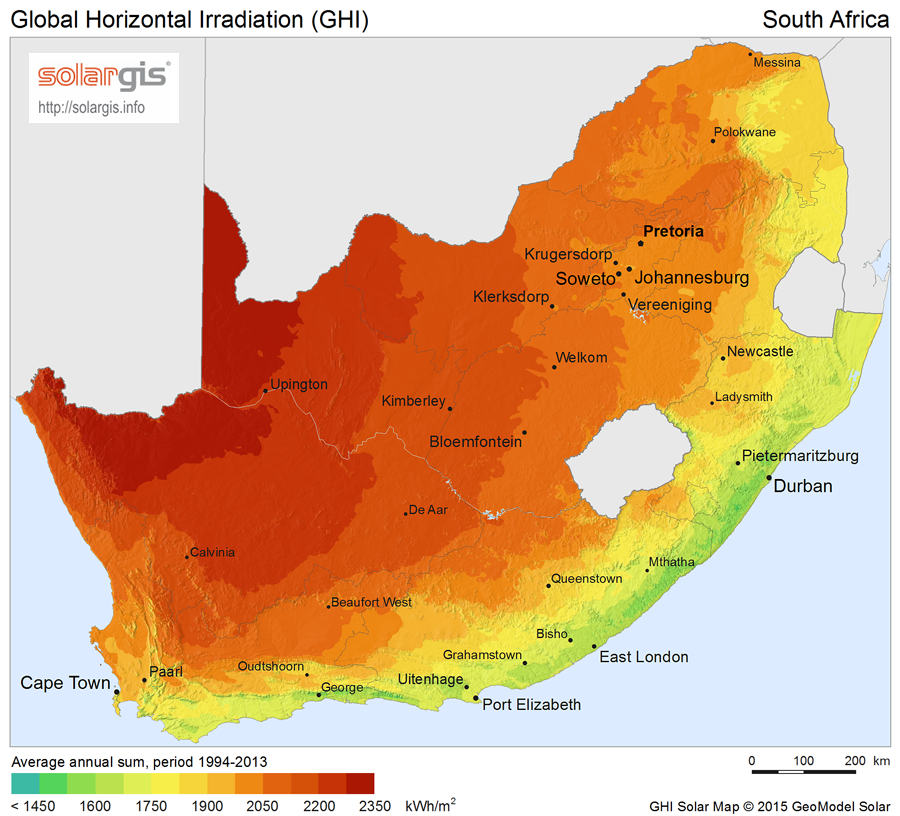
Сонячна радіація (англ.)
Кліматична карта ПАР (за Кеппеном)
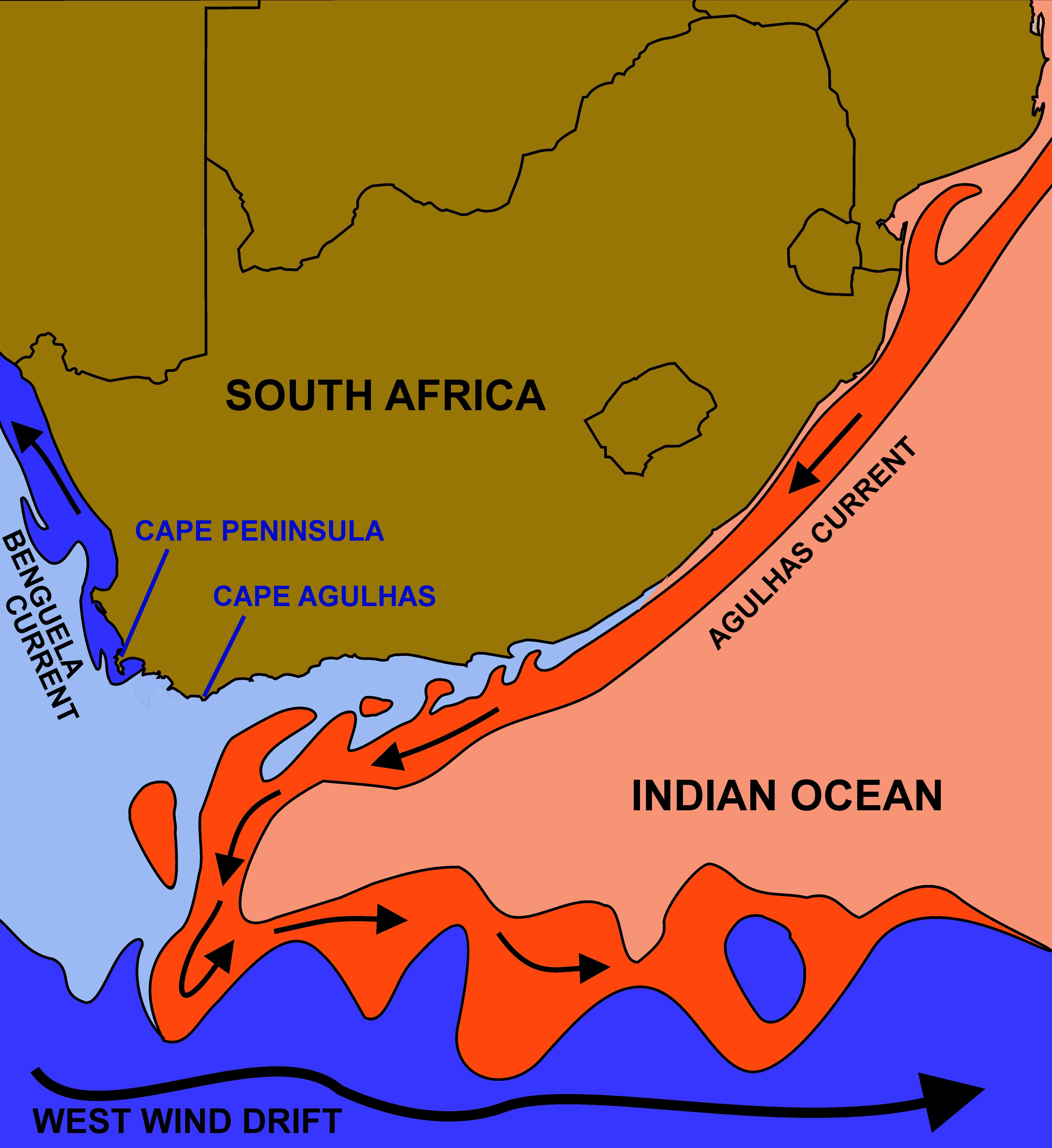
Схема морських течій поблизу узбережжя

Південно-Африканська Республіка є членом Всесвітньої метеорологічної організації (WMO), в країні ведуться систематичні спостереження за погодою.

## Внутрішні води
Загальні запаси відновлюваних водних ресурсів (ґрунтові і поверхневі прісні води) становлять 51,4 км³.
Станом на 2012 рік в країні налічувалось 16,7 тис. км² зрошуваних земель.

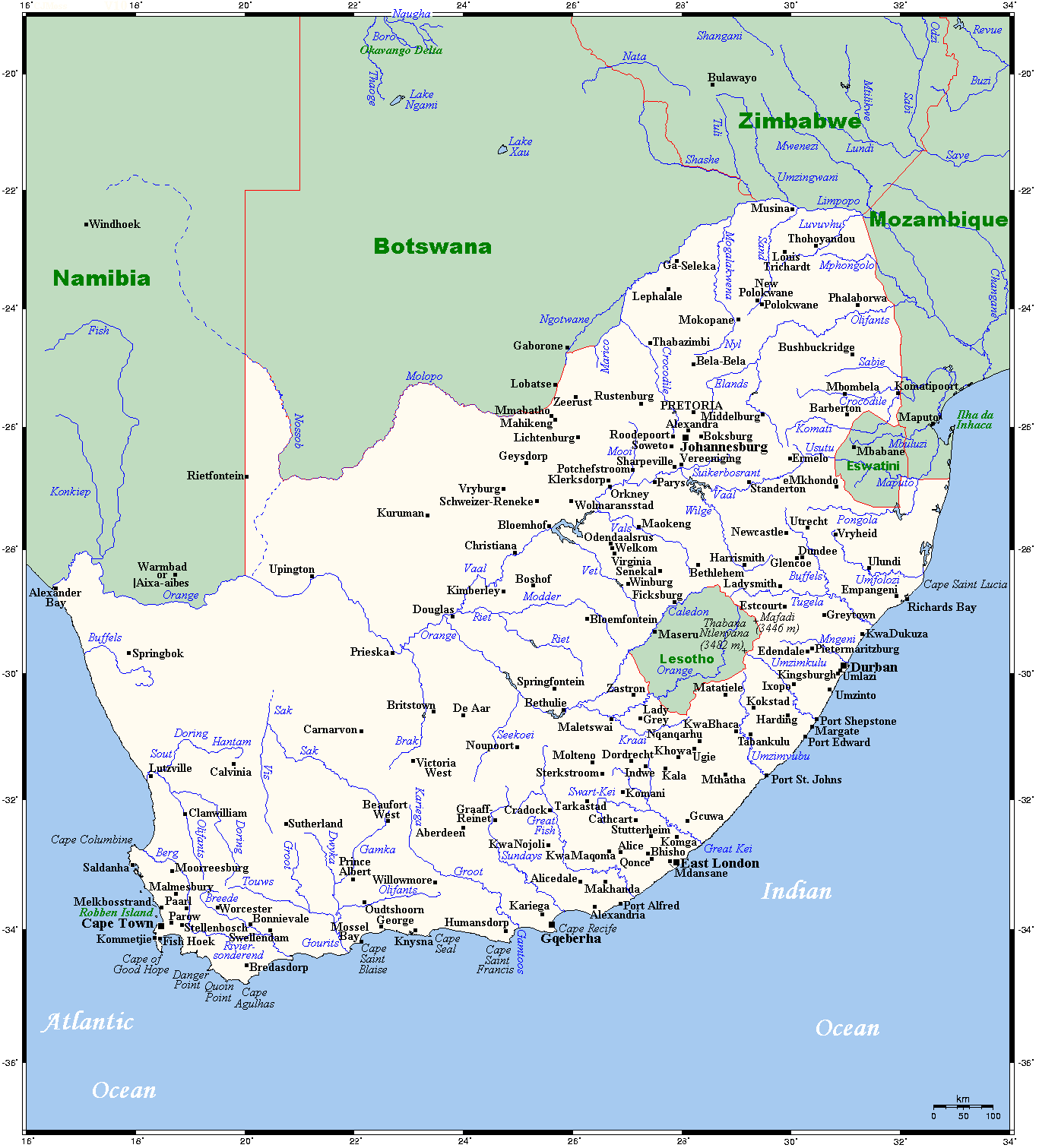
Гідрографічна мережа ПАР
Басейн Оранжевої
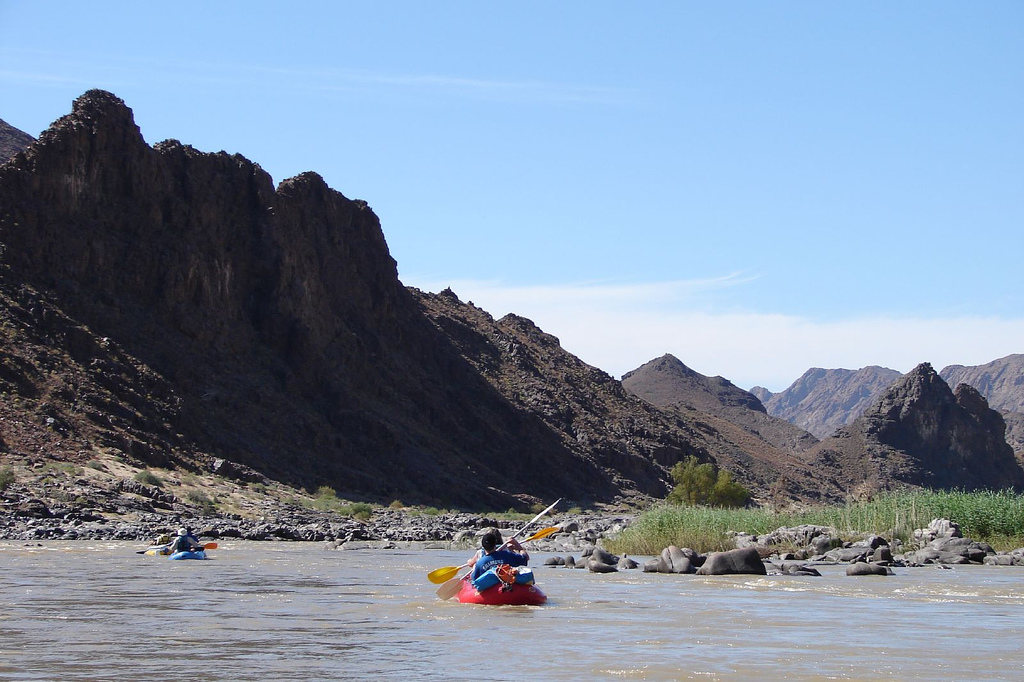
Рафтинг на річці Оранжева

### Річки
Річки заходу і центральної частини країни належать басейну Атлантичного океану — басейн Оранжевої та інших; сходу і півдня — Індійського океану — басейн Лімпопо.

## Рослинність
Земельні ресурси Південно-Африканської Республіки (оцінка 2011 року):
- придатні для сільськогосподарського обробітку землі — 79,4 %,
  - орні землі — 9,9 %,
  - багаторічні насадження — 0,3 %,
  - землі, що постійно використовуються під пасовища — 69,2 %;
- землі, зайняті лісами і чагарниками — 7,6 %;
- інше — 13 %[1].

## Тваринний світ
У зоогеографічному відношенні територія країни відноситься до Південноафриканської підобласті Ефіопської області, крайній північний схід — до Східноафриканської підобласті.

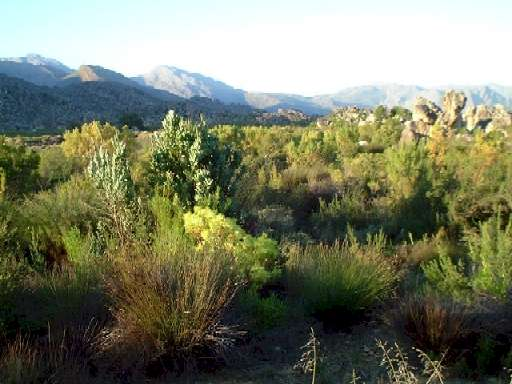
Фінбош Капської провінції

## Охорона природи
ПАР є учасником ряду міжнародних угод з охорони навколишнього середовища:
- Мадридського протоколу про охорону навколишнього середовища до Договору про Антарктику,
- Конвенції про біологічне різноманіття (CBD),
- Рамкової конвенції ООН про зміну клімату (UNFCCC),
- Кіотського протоколу до Рамкової конвенції,
- Конвенції ООН про боротьбу з опустелюванням (UNCCD),
- Конвенції про міжнародну торгівлю видами дикої фауни і флори, що перебувають під загрозою зникнення (CITES),
- Базельської конвенції протидії транскордонному переміщенню небезпечних відходів,
- Конвенції з міжнародного морського права,
- Лондонської конвенції про запобігання забрудненню моря скиданням відходів,
- Конвенції з охорони морських живих ресурсів,
- Монреальського протоколу з охорони озонового шару,
- Міжнародної конвенції запобігання забрудненню з суден (MARPOL),
- Рамсарської конвенції із захисту водно-болотних угідь[10],
- Міжнародної конвенції з регулювання китобійного промислу[1].

## Стихійні лиха та екологічні проблеми
На території країни спостерігаються небезпечні природні явища і стихійні лиха: довготривалі посухи; активний вулканізм на острові Маріон архіпелагу Принца Едварда, останнє виверження відбулося 2004 року.
Серед екологічних проблем варто відзначити:
- дефіцит прісної води у більшості регіонів країни через брак річок, озер і постійних водотоків на фоні зростаючого споживання;
- забруднення вод сільськогосподарськими хімікатами і побутовими стоками;
- забруднення повітря призводить до кислотних дощів;
- ерозію ґрунтів;
- спустелювання.

## Фізико-географічне районування
У фізико-географічному відношенні територію Південно-Африканської Республіки можна розділити на 5 районів, що відрізняються один від одного рельєфом, кліматом, рослинним покривом.
- Центральне плато має блюдцеподібну форму і складене горизонтально залеглими осадовими породами. Його центральна частина знаходиться на висотах близько 600 м над рівнем моря, а краї підняті більш ніж на 1500 м. Поверхня плато переважно пологохвиляста, зі столовими горами, і химерними останцями, усіяними валунами, т. зв. коп'єс («голови»). Плато майже цілком дренують дві річки — Оранжева (з притокою Вааль) і Лімпопо.
- Великий Уступ — гірська дуга протяжністю 2250 км, що підноситься над прибережними низовинами Південної Африки. Кожна частина тут має власну назву. Виділяються гори Камісберґе і Боккефелдберґе в Намаленді; гори Роххефелдберґе і Комсберґе поблизу Сатерленда; хребет Нювефелдберґе поблизу Бофорт-Уеста; гори Коуефелдберґе (2130 м) і Сніуберґе (2504 м) над Графф-Рейнетом і гори Стормберґе на півночі від Куїнстауна. Великий Уступ досягає найбільших висот в Драконових горах біля східного кордону Лесото, де в декількох місцях є відмітки понад 3350 м. Найвища вершина ПАР — гора Нджесуті (3446 м) знаходиться на самому кордоні з Лесото, а вершина Драконових гір Тхабана-Нтленьяна (3482 м) розташована в Лесото. У цьому районі Великий Уступ являє собою систему зубчатих контрфорсів і глибоких амфітеатрів.
- Намаленд — дуже суха територія на заході Північно-Капської і Західно-Капської провінцій. Ця плоска платформа знижується від Великого Уступу у бік Атлантичного океану. Над її поверхнею часто підносяться гранітні останці і відособлені невисокі, але розчленовані гірські хребти. У приморських частинах платформа покрита могутнім покривалом галечників.
- Капський і Південний прибережний райони виділяються лінійними гірськими хребтами, що перемежаються з подовжніми долинами. Гори складені переважно осадовими породами і тягнуться в широтному напрямі через Західно-Капську і Східно-Капську провінції. Висоти піків бл. 1830 м над р.м. Плоскі днища долин заслані могутніми товщами алювію, що утворилися внаслідок руйнування навколишніх гір.
- Південно-Східний прибережний район розташований між Великим Уступом і Індійським океаном. Характерна поєднанням округлих горбів. Прибережна рівнина розвинена тільки на крайній півночі, поблизу кордону з Мозамбіком. Горби південно-східного узбережжя продовжуються північніше, в Трансваальському Низькому Велді.

### Українською
- Атлас світу / голов. ред. І. С. Руденко ; зав. ред. В. В. Радченко ; відп. ред. О. В. Вакуленко. — К. : ДНВП «Картографія», 2005. — 336 с. — ISBN 9666315467.
- Атлас. 7 клас. Географія материків і океанів / Укладачі О. Я. Скуратович, Н. І. Чанцева. — К. : ДНВП «Картографія», 2014.
- Бєлозоров С. Т. Африка : фізико-географічний нарис. — вид. 2-ге, перероб. і доп. — К. : Радянська школа, 1957. — 232 с.
- Барановська О. В. Фізична географія материків і океанів : навч. посіб. для студентів ВНЗ : [у 2 ч.]. — Н. : Ніжинський державний університет ім. Миколи Гоголя, 2013. — 306 с. — ISBN 978-617-527-106-3.
- Південно-Африканська Республіка // Гірничий енциклопедичний словник : [у 3-х тт.] / за ред. В. С. Білецького. — Д. : Східний видавничий дім, 2004. — Т. 3. — 752 с. — ISBN 966-7804-78-X.
- Костів Л. Я. Фізична географія материків і океанів. Африка : навч.-метод. посібник. — Л. : Видавничий центр ЛНУ імені Івана Франка, 2017. — 184 с. — ISBN 978-617-10-0374-3.
- Панасенко Б. Д. Фізична географія материків : навч. посіб. : в 2 ч. — В. : ЕкоБізнесЦентр, 1999. — 200 с.
- Юрківський В. М. Регіональна економічна і соціальна географія. Зарубіжні країни: Підручник. — 2-ге. — К. : Либідь, 2001. — 416 с. — ISBN 966-06-0092-5.

### Англійською
- (англ.) Graham Bateman. The Encyclopedia of World Geography. — Andromeda, 2002. — 288 с. — ISBN 1871869587.

### Російською
- (рос.) Авакян А. Б., Салтанкин В. П., Шарапов В. А. Водохранилища. — М. : Мысль, 1987. — 326 с. — (Природа мира)
- (рос.) Алисов Б. П., Берлин И. А., Михель В. М. Курс климатологии [в 3-х тт.] / под. ред. Е. С. Рубинштейна. — Л. : Гидрометиздат, 1954. — Т. 3. Климаты земного шара. — 320 с.
- (рос.) Апродов В. А. Вулканы. — М. : Мысль, 1982. — 368 с. — (Природа мира)
- (рос.) Апродов В. А. Зоны землетрясений. — М. : Мысль, 2010. — 462 с. — (Природа мира) — ISBN 978-5-244-01122-7.
- (рос.) Южно-Африканская Республика // Африка: энциклопедический справочник [в 2-х тт.] / гл. ред. А. А. Громыко. — М. : Советская энциклопедия, 1986. — Т. 2. К-Я. — 671 с.
- (рос.) Бабаев А. Г., Зонн И. С., Дроздов Н. Н., Фрейкин З. Г. Пустыни. — М.  : Мысль, 1986. — 320 с. — (Природа мира)
- (рос.) Браун Л. Африка. — М. : Прогресс, 1976. — 288 с. — (Континенты, на которых мы живем)
- (рос.) Букштынов А. Д., Грошев Б. И., Крылов Г. В. Леса. — М. : Мысль, 1981. — 316 с. — (Природа мира)
- (рос.) Власова Т. В. Физическая география материков. С прилегающими частями океанов. Южная Америка, Африка, Австралия и Океания, Антарктида. — 4-е, перераб. — М. : Просвещение, 1986. — 269 с.
- (рос.) Гвоздецкий Н. А., Голубчиков Ю. Н. Горы. — М. : Мысль, 1987. — 400 с. — (Природа мира)
- (рос.) Гвоздецкий Н. А. Карст. — М. : Мысль, 1981. — 214 с. — (Природа мира)
- (рос.) Географический энциклопедический словарь: географические названия / под. ред. А. Ф. Трёшникова. — 2-е изд., доп. — М. : Советская энциклопедия, 1989. — 585 с. — ISBN 5-85270-057-6.
- (рос.) Исаченко А. Г., Шляпников А. А. Ландшафты. — М. : Мысль, 1989. — 504 с. — (Природа мира) — ISBN 5-244-00177-9.
- (рос.) Каплин П. А., Леонтьев О. К., Лукьянова С. А., Никифоров Л. Г. Берега. — М. : Мысль, 1991. — 480 с. — (Природа мира) — ISBN 5-244-00449-2.
- (рос.) Словарь современных географических названий / под общей редакцией акад. В. М. Котлякова. — Екатеринбург : У-Фактория, 2006.
- (рос.) Литвин В. М., Лымарев В. И. Острова. — М. : Мысль, 2010. — 288 с. — (Природа мира) — ISBN 978-5-244-01129-6.
- (рос.) Лобова Е. В., Хабаров А. В. Почвы. — М. : Мысль, 1983. — 304 с. — (Природа мира)
- (рос.) Максаковский В. П. Географическая картина мира. Книга I: Общая характеристика мира. — М. : Дрофа, 2008. — 495 с. — ISBN 978-5-358-05275-8.
- (рос.) Максаковский В. П. Географическая картина мира. Книга II: Региональная характеристика мира. — М. : Дрофа, 2009. — 480 с. — ISBN 978-5-358-06280-1.
- (рос.) Поспелов Е. М. Географические названия мира: Топонимический словарь. — М. : АСТ, 2005.
- (рос.) Южно-Африканская Республика // Страны Африки. Политико-экономический справочник / ред. В. Солодовников, В. Румянцев. — М. : Издательство политической литературы, 1969. — 318 с.
- (рос.) Физико-географический атлас мира. — М. : Академия наук СССР и Главное управление геодезии и картографии ГУГК СССР, 1964. — 298 с.
- (рос.) Энциклопедия стран мира / глав. ред. Н. А. Симония. — М. : НПО «Экономика» РАН, отделение общественных наук, 2004. — 1319 с. — ISBN 5-282-02318-0.